# Arrondissement Ancenis
Das Arrondissement Ancenis war bis am 31. Dezember 2016 eine französische Verwaltungseinheit im Département Loire-Atlantique innerhalb der Region Pays de la Loire. Verwaltungssitz (Unterpräfektur) war Ancenis mit zuletzt 61.673 Einwohnern (Stand 1. Januar 2014) und einer Fläche von 791 km². Im Arrondissement lagen fünf Wahlkreise (Kantone) und 29 Gemeinden.
Durch die Fusion am 1. Januar 2017 mit dem Arrondissement Châteaubriant wurde das neue Arrondissement Châteaubriant-Ancenis gebildet.

## Ehemalige Wahlkreise
- Kanton Ligné
- Kanton Riaillé
- Kanton Saint-Mars-la-Jaille
- Kanton Varades